# Törő Imre
Törő Imre (Debrecen, 1900. szeptember 28. – Budapest, 1993. szeptember 27.) magyar orvos, hisztológus.

## Élete
Törő Imre (1875–1901) államvasúti hivatalnok és Silbermann Berta fia. A Debreceni Református Gimnázium „nagy osztályában” Bay Zoltán, Békés István, Gulyás Pál és Szabó Lőrinc osztálytársa volt. A Debreceni Tudományegyetem orvosi karán 1926-ban szerezte orvosi diplomáját. 1936-ban ugyanitt fejlődéstanból magántanárrá habilitálták. Az ember fejlődésének alapvonalai címen 1936-ban megjelent első művéhez mestere, Huzella Tivadar írt előszót. A berlini Speeman–Mangold iskolából, majd New York-i tanulmányútjáról hazatérve a debreceni anatómiai intézetben kísérleti biológiai és fejlődéstani részleget szervezett. 1947–1950 között a Tudományegyetem Anatómiai és Biológiai Intézetének igazgatója volt. 1950-ben – Huzella Tivadar utódjaként – kinevezték a Budapesti Orvostudományi Egyetem Szövet- és Fejlődéstani Intézete igazgatójának, ahonnan 1971-ben vonult nyugdíjba. 1961–1964 között a Budapesti Orvostudományi Egyetem rektori tisztét töltötte be. 1952-ben a Kossuth-díj arany fokozatával tüntették ki „a celluláris elmélettel szembenálló, új sejtoszlási mechanizmus felfedezéséért”. 1964-ben Hufeland Érem elismerésben részesítették. Megszervezte a Magyar Tudományos Akadémia 1954-ben alapított Kísérleti Orvostudományi Kutatóintézetének morfológiai osztályát, amelynek 1971-ig osztályvezetője, majd haláláig tudományos tanácsadója volt.
Pályafutásának kiemelkedő, elismerésre méltó vonulata tudománypolitikai tevékenysége. 1946-ban (Szent-Györgyi Albert ajánlására) az MTA levelező, 1947-ben rendes tagjává választották. Szervező tevékenysége nyomán alakult meg az MTA Biológiai Osztálya. Alapítója és 1965-től elnöke volt a Magyar Biológiai Társaságnak, a Magyar Anatómusok, Hisztológusok és Embriológusok Társaságán belül 1966-tól elnöke a Hisztokémiai Szekciónak; 1959–1966 között a Tudományos Ismeretterjesztő Társulat elnöke, és 1972-től elnöke a Magyar Humángenetikai Társaságnak. A Természet Világa szerkesztőbizottsági elnöke, az Acta Biologica szerkesztőbizottsági tagja és az Acta Morphologica szerkesztőbizottsági elnöke volt. Eredményes tudományszervező tevékenységének hátterében az állt, hogy nagyon világosan felismerte a biológiai tudományok fejlődésének és differenciálódásának tendenciáit. A hagyományos diszciplínák (anatómia, állattan, növénytan stb.) folytonosságának megőrzése mellett az általa vezetett társaságokban sorra megalakultak a biológia modern tagozódásának megfelelő szakosztályok (hisztokémiai, citológiai [most sejtbiológiai], szövettenyésztő, ökológiai stb.), amelyek ma mind teljes jogú, megbecsült tagjai az illető tudományágak nemzetközi szervezeteinek. Kutatási területei: fejlődésmechanikai vizsgálatok; a szemlencse tanulmányozása, szövetátültetés az elülső szemcsarnokba; a csecsemőmirigy retikulumsejtjeinek és saját nyiroksejtjeinek jellemzése. Magyarországon ő honosította meg a szövettenyésztést.
A Debreceni Köztemetőben nyugszik.

## Művei
- Az ember fejlődésének alapvonalai. Debrecen, 1936.
- Az ember fejlődése. Budapest, 1942.
- Szövettan. Budapest, 1948., 1952., 1958.
- Általános biológia. Budapest, 1956.
- Az ember fejlődése. Budapest, 1960.
- Az ember normális és pathológiás fejlődése. (Csaba György társszerzővel) Budapest, 1964.
- A biológia és az orvostudomány egyes filozófiai problémái. (Csaba György és Ács Tamás társszerzőkkel) Budapest, 1964.
- Az ember fejlődése és szövettana. Budapest, 1968.
- Huzella Tivadar. Budapest, 1973.
- Ultrastructure of lymphoid organs. An electron-microscopic atlas. (társszerzőkkel) Budapest, Philadelphia, Paris, 1975.